# J3리그
J3리그(J3リーグ)는 일본의 축구 리그 시스템에서 상위 세 번째 리그로 기존에는 일본 풋볼 리그가 사실상의 3부 리그 역할을 하고 있었으나 일본 프로 축구의 규모가 커짐에 따라 2014 시즌부터 프로 3부 리그를 출범·운영하기로 결정했으며 이에 따라 프로 리그로서의 3부 리그는 2014년부터 첫 시즌을 시작하게 되었다. 다만 기존의 일본 풋볼 리그는 규모를 축소하여 4부 리그격으로 존치시킬 예정이다.

## 방식
첫 시즌인 2014년 시즌의 방식은 다음과 같다.
- 총 3라운드로 진행하며, 한 라운드에서 한 팀이 같은 팀을 한 번씩 상대한다.
- 각 팀들은 서로의 경기장에서 홈과 원정을 바꿔가면서 경기를 진행한다. 단, J리그 U-22 상비군 팀은 특수 팀이므로 연고지 없이 모든 경기를 원정으로 치른다.
- 시즌이 끝난 후 우승팀은 J리그 디비전 2로 자동 승격하며, 준우승팀은 J리그 디비전 2의 팀과 플레이오프를 치러서 승격 여부를 결정한다. 다만, 이는 해당하는 팀이 J2 라이선스를 갖추고 있는 경우에 한한다. J2 라이선스를 갖추지 못한 팀이 우승하거나 준우승하더라도 승격권이 차순위 팀에게 승계되지 않는다.

| 구분               | 구분                  |        | J2 강등 처리 | J2 강등 처리 |
| 우승팀 (자동 승격) | 준우승팀 (플레이오프) | 21위   | 22위         |              |
| ------------------ | --------------------- | ------ | ------------ | ------------ |
| J2 라이선스        | J2 라이선스           | 강등PO | 강등         |              |
| J2 라이선스        | -                     | 잔류   | 강등         |              |
| -                  | J2 라이선스           | 잔류   | 강등PO       |              |
| -                  | -                     | 잔류   | 잔류         |              |

## 2014년 예정안
기존의 일본 풋볼 리그에서 다음 9팀의 참가가 예정되어 있다. 카마타마레 사누키는 2013 J2-JFL 승강 플레이오프에서 승리하여 J리그 디비전 2 2014로 승격되었다.
- FC 류큐
- SC 사가미하라
- YSCC
- 나가노 파르세이루
- 마치다 젤비아
- 블라우블리츠 아키타
- 츠바이겐 가나자와
- 후지에다 MYFC
- 후쿠시마 유나이티드

나머지 3자리는 다음 팀으로 채워질 예정이다.
- 가이나레 돗토리 (J리그 디비전 2, 2013 J2-JFL 승강 플레이오프 패자)
- J리그 U-22 상비군 팀
- 그루자 모리오카 (도호쿠 리그, 일본 지역 리그 승강전 우승)

만일 그루자 모리오카가 J3 최종 심사를 통과하지 못할 경우 레노파 야마구치가 대신 참가할 예정이다. 그루자 모리오카와 레노파 야먀구치가 모두 J3 최종 심사를 통과하지 못하면 아술 클라로 누마즈가 대신 참가하게 된다.
그 밖에 참가 의향을 드러냈으나 참가가 무산된 클럽들은 다음과 같다.
- J리그 준가맹 심사를 통과했으나 경기장이 기준에 미달됨.
  - 나라 클럽 (간사이 1부)
  - 반라우레 하치노헤 (도호쿠 1부)
  - 도난 마에바시 (간토 1부)
- J리그 준가맹 심사를 아직 통과하지 않음
  - 도치기 우바 (JFL)
  - MIO 비와코 시가 (JFL)
  - FC 스즈카 람폴레 (도카이)

## 소속 클럽
2024년 기준. 굵은 글씨는 J2 승격 기준에 맞는 팀.

### 2024 시즌 참가 클럽
| 구단                | 연고지                   | 홈구장                                    | 수용인원 | 감독                 | 비고 |
| ------------------- | ------------------------ | ----------------------------------------- | -------- | -------------------- | ---- |
| 반라우레 하치노헤   | 아오모리현,아오모리시    | 프라이푸즈 스타디움                       | 5,124    | 나카구치 마사후미    |      |
| 그루자 모리오카     | 이와테현, 모리오카시     | 이와긴 스타다움                           | 4,938    | 아키타 유타카        |      |
| 후쿠시마 유나이티드 | 후쿠시마현, 후쿠시마시   | 후쿠시마 아즈마 경기장                    | 21,000   | 토시히로 하토리      |      |
| YSCC 요코하마       | 가나가와현, 요코하마시   | 닛파쓰 미쓰자와 스타디움                  | 15,454   | 구라누키 가즈키      |      |
| SC 사가미하라       | 가나가와현, 사가미하라시 | 사가미하라 아사미조 공원 경기장           | 6,291    | 미우라 후미타케      |      |
| 마쓰모토 야마가 FC  | 나가노현,마쓰모토시      | 선프로 아르윙                             | 20,396   | 시모다 마사히로      |      |
| 나가노 파르세이루   | 나가노현, 나가노시       | 나가노 U 스타디움                         | 15,515   | 슈탈프 유키 리하르트 |      |
| 카탈레 도야마       | 도야마현, 도야마시       | 도야마 현 종합 운동공원                   | 18,588   | 이시자키 노부히로    |      |
| 아술 클라로 누마즈  | 시즈오카현, 누마즈시     | 시즈오카 아시타카 광역 공원 다목적 경기장 | 5,104    | 나카야마 마사시      |      |
| FC 기후             | 기후현,기후시            | 기후 나가라가와 경기장                    | 16,310   | 미우라 토시야        |      |
| FC 오사카           | 오사카부,히가시오사카시  | 히가시오사카시 하나노조 럭비장            | 3,0000   | 츠카하라 신야        |      |
| 나라 클럽           | 나라현,나라시            | 로토 필드 나라                            | 30,600   | 훌리안 마린 바살로   |      |
| 가이나레 돗토리     | 돗토리현                 | 돗토리 시영 축구장                        | 16,033   | 마스모토 코헤이      |      |
| 가마타마레 사누키   | 가가와현                 | Pikara 스타디움                           | 22,338   | 니시무라 토시히로    |      |
| 에히메 FC           | 에히메현,마쓰야마시      | 닌지니아 스타디움                         | 20,919   | 이시마루 키요타카    |      |
| FC 이마바리         | 에히메현,이마바리시      | 이마바리 사토야마 스타디움                | 5,316    | 구도 나오토          |      |
| 기라반츠 기타큐슈   | 후쿠오카현, 기타큐슈시   | 미쿠니 월드 스타다움 기타큐슈             | 15,300   | 고바야시 신지        |      |
| 테게바자로 미야자키 | 미야자키현,미야자키시    | 유니레버 스타디윰                         | 5,000    | 마츠다 히로시        |      |
| 가고시마 유나이티드 | 가고시마현, 가고시마시   | 시라나미 스타디움                         | 12,584   | 오타케 나오토        |      |
| FC 류큐             | 오키나와현               | 오키나와 종합 운동공원 육상 경기장        | 10,189   | 김종성               |      |

## 우승 및 승격
굵은글씨는 승격팀.
| 시즌 | 우승                | 준우승                 | 3위                 |
| ---- | ------------------- | ---------------------- | ------------------- |
| 2014 | 츠바이겐 가나자와   | 나가노 파르세이루      | 마치다 젤비아       |
| 2015 | 레노파 야마구치     | 마치다 젤비아          | 나가노 파르세이루   |
| 2016 | 오이타 트리니타     | 도치기 SC              | 나가노 파르세이루   |
| 2017 | 블라우블리츠 아키타 | 도치기 SC              | 아술 클라로 누마즈  |
| 2018 | FC류큐              | 가고시마 유나이티드    | 가나레 돗토리       |
| 2019 | 기라반즈 키타큐슈   | 데스파쿠사츠 군마      | 후지에다 MYFC       |
| 2020 | 블라우블리츠 아키타 | SC 사가미하라          | 나가노 파르세이루   |
| 2021 | 로아소 구마모토     | 이와테 그룰라 모리오카 | 테게바자로 미야자키 |
| 2022 | 이와키 FC           | 후지에다 MYFC          | 가고시마 유나이티드 |

## 같이 보기
- 일본 축구 협회
- 일본의 축구 리그 시스템
- J리그
- 일본 풋볼 리그
- 일본 지역 리그
- 슈퍼컵 (일본)
- 천황배 JFA 전일본 축구선수권대회
- J리그컵
- F.리그